# Ra (gud)
För fartyget Ra, se Ra I.

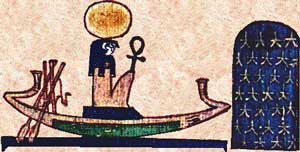

Ra i en av sina många former.

Ra (ibland Re) var en av huvudgestalterna i den egyptiska mytologin.
Ra var en solgud från Heliopolis som utvecklades till en huvudgud som sög upp egenskaper från många andra gudar. Han for över himlen varje dag i sitt skepp som hade solskivan ombord. I senare framställningar framträder han som en man med falkhuvud med solskivan ovanför huvudet. Han ska också haft ett öga som han kunde lösgöra från huvudet och låta färdas som solen över himlen. Faraonerna bar detta öga i sin utstyrsel som en indikation på sitt gudomliga ursprung. Nattetid kämpade han mot ormen Apep (ibland Apophis), som ville dra ner hans skepp i mörkret och hindra solen att gå upp nästa morgon. 
Ra beskrivs som alla andra gudars anfader. Genom självbefruktning ska han ha frambragt det första gudomliga paret Shu och Tefnut. Med tiden sägs han ha blivit allt svagare till dess guden Horus övertog hans funktioner. 
I den förhistoriska Egyptens skrifter användes sällan vokaler. Därför blev solgudens namn bara R (som även betyder öga) i skrift och det är oklart om han kallades "Ra" eller "Re". Men man brukar oftast säga "Ra". Ra var gift med gudinnan Hathor, och de hade en son, som hette Horus. (Längre fram i historien skulle dock Horus i stället ses som son till Osiris och Isis). 